# (4084) Hollis
Pour les articles homonymes, voir Hollis.
(4084) Hollis est un astéroïde de la ceinture principale.

## Description
(4084) Hollis est un astéroïde de la ceinture principale. Il fut découvert le 14 avril 1985 à la station Anderson Mesa par Edward L. G. Bowell. Il présente une orbite caractérisée par un demi-grand axe de 2,91 UA, une excentricité de 0,01 et une inclinaison de 3,2° par rapport à l'écliptique.

## Compléments